# Madina Taimazova
Madina Taimazova (russo:  Мадина Андреевна Таймазова; IPA: [mɐˈdʲinə tɐɪ̯ˈmazəvə]; 30 de junho de 1999) é uma judoca russa, medalhista olímpica.

## Carreira
Taimazova esteve nos Jogos Olímpicos de Verão de 2020 em Tóquio, onde participou do confronto de peso médio, conquistando a medalha de bronze como representante do Comitê Olímpico Russo após derrotar a croata Barbara Matić.